# Бух Максиміліан Теодор
Бух Максиміліа́н Теодо́р (Buch; *1850 — †1920, Фінляндія) — російський етнограф, лікар, родом з прибалтійських німців.
Закінчив медичний факультет Дерптського університету, за рекомендація Фіно-угорського товариства 1878 року приїхав до Удмуртії для вивчення удмуртів та протягом 3 років пропрацював лікарем на Іжевському зброярському заводі. Відвідував сусідні удмуртські поселення — Гондигурт, Юськи та інші, проводив спостереження над побутом і традиціями культури удмуртів, збирав польовий матеріал.
В результаті особистих спостережень на основі літератури написав та опублікував німецькою мовою першу закордонну монографію про удмуртів (Гельсінкі, 1882). В книзі містяться відомості про всі сторони життя удмуртів кінця XIX століття — чисельність і розселення, антропологічний тип, характер та побут, одяг, житло, харчування, ремесла та промисли, обряди, фольклор та релігія. Видання було супроводжене малюнками, схемами, нотними записами.

### Твори
- Die Wotjäken. Eine ethnologische Studie. Helsingfors, 1882.